# ناوتو ساكوراي
ناوتو ساكوراي (باليابانية: 桜井 直人) (مواليد 2 سبتمبر 1975)، هو لاعب كرة قدم ياباني سابق كان يلعب كمهاجم.

## وصلات خارجية
- ناوتو ساكوراي على موقع رابطة كرة القدم اليابانية للمحترفين (اليابانية)
- ناوتو ساكوراي على موقع قاعدة بيانات كرة القدم.إي يو (الإنجليزية)
- ناوتو ساكوراي على موقع Soccerway.com (الإنجليزية)
- ناوتو ساكوراي على موقع عالم كرة القدم.نت (الإنجليزية)